# Carl Rehorst
Carl Rehorst (* 12. Oktober 1866 in Schlüchtern; † 21. Januar 1919 in Köln; vollständiger Name: Friedrich Carl Albert Rehorst) war ein deutscher Architekt, Bauingenieur und Baubeamter.

## Leben

### Werdegang und Wirken
Carl Rehorst legte nach dem Besuch des Gymnasiums in seiner Heimatstadt Schlüchtern (1879–1883) und anschließend des Königlichen Gymnasiums in Dillenburg (1883–1887) zu Ostern 1887 das Zeugnis der Reife ab. Im selben Jahr begann er zunächst in München mit dem Studium des Bauwesens, Fachrichtung Hochbau, bevor er sich zum Wintersemester 1888 an der Technischen Hochschule Charlottenburg einschrieb. Nach seinem dortigen Abschluss zum Wintersemester 1890/1891 legte er am 5. Juli 1893 das erste Staatsexamen ab. Während der folgenden Jahre bis zur Ablegung des zweiten Staatsexamens im Jahre 1897 wurde Rehorst als Regierungsbauführer zunächst in der Hochbauabteilung der Königlichen Regierung Wiesbaden (Mitarbeit bei dem Neubau des Wiesbadener Land- und Amtsgerichts) beschäftigt. Neben anderen Aufgaben fertigte er danach Entwürfe für das Kreisständehaus und das Amtsgericht in Wernigerode. Nach einer Studienreise, die ihn 1898 nach Italien und Sizilien führte, sowie der Heirat mit Else Siemens, trat Rehorst am 15. März 1899 als Stadtbauinspektor in den Dienst der Stadt Halle. Als Stadtbaurat zeichnete er zwischen 1904 und 1907 für zahlreiche städtische Bauvorhaben in Halle und im Umland verantwortlich (unter anderem 1902–1904 Ausbau Nordflügel der  Schloss Moritzburg). 1906 wurde er zum Landesbaurat ernannt und zum Provinzialkonservator der Provinz Sachsen in Merseburg gewählt.
Am 17. Oktober 1907 wurde Rehorst als Beigeordneter in Köln eingestellt. Er übernahm dort bis zu seinem Tod 1919 die Verantwortung des neu geschaffenen Dezernats für das gesamte Bauwesen. Damit fiel die Stadtplanung Kölns in seine Zuständigkeit, auf die er im Geiste der von Camillo Sitte formulierten Stadtbaukunst wesentlichen Einfluss nahm. So können im Kölner Stadtbild die Baumaßnahmen aus der Amtsperiode von Rehorst deutlich von denen vor seiner Zeit unterschieden werden.
Rehorst setzte sich nachhaltig für die damals moderne Baukultur ein und war als Ortsvertrauensmann für den Bezirk Köln Mitglied des Deutschen Werkbunds. In dieser Eigenschaft war er die treibende Kraft für die erste große Demonstrationsschau des Werkbundes, die ab 1912 geplant und 1914 als Kölner Werkbundausstellung eröffnet wurde. Die Schau auf dem rechtsrheinischen Deutzer Rheinufergelände zeigte durch Bauten von Architekten wie Henry van de Velde, Walter Gropius und Bruno Taut Musterbeispiele für anstehende Bauaufgaben, sowie neue Lösungen für Inneneinrichtungen, Alltagsgegenstände und Gebrauchskunst. Die Kulturschau machte den Namen Kölns in Architekturkreisen weltweit bekannt. Auf dem Areal konnte sich später die Kölnmesse entwickeln.
Im Kölner Stadtbild wollte Rehorst eine Architektur der Großen Geste verwirklicht sehen, bei dem Objekte unter einheitlichen Giebeln, großen Dächern und mit einer verminderten Anzahl von Formen und Materialien ein einheitliches Gesamterscheinungsbild erreichen sollten. Dazu setzte er in der Kölner Verwaltung die „Bauberatung“ durch, wodurch Bauanträge erst genehmigt wurden, wenn sie den Vorstellungen von Rehorst und seinen Mitarbeitern entsprachen, um somit individualistische Kleinteiligkeit aus dem Stadtbild zu verbannen.
In der Kölner Altstadt schuf Rehorst eine neue Ost-West-Achse, die er von der Deutzer Brücke über Gürzenichstrasse und Schildergasse bis zur Zeppelinstrasse plante. Die lange bestehenden Überlegungen zum Bau der Brücke konkretisierte er, so dass die Hängebrücke 1915 eröffnet werden konnte. Die Gürzenichstrasse ließ er neu durchbrechen und stellte dadurch auch die Südseite des Gürzenich frei. Die Schildergasse wurde verbreitert und vor allem zum Neumarkt hin weiter geöffnet. Die Zeppelinstrasse wurde als Durchbruch neu auf dem Gelände ehemaliger Militärgebäude errichtet. Mit den neuen Straßen, die gemäß der angestrebten Stadtbaukunst in großen Kurven angelegt wurden, schuf Rehorst Raum für in der Kölner Altstadt bis dahin unbekannte repräsentative Großbauten. Die Baumaßnahmen setzten tiefe Schnitte in das mittelalterliche und barocke Baugefüge, gaben aber wesentliche Impulse, um die Kölner Altstadt vor dem Ersten Weltkrieg zu einem pulsierenden Geschäftszentrum zu entwickeln.
Obwohl die neuen Großbauten von unterschiedlichen Architekten gebaut wurden, erzeugte Rehorst durch einheitliche Traufhöhe und beschränkte Materialvorgaben für die Werksteinfassaden einen einheitlichen Gesamteindruck. So entstanden in der Gürzenichstrasse das Warenhaus Tietz (1912–1914) und das Palatium (1912), an der Ecke Schildergasse / Neumarkt das Haus Hindenburg (1914–1915) und in der Zeppelinstrasse das Kaufhaus Isay (1913–1915), das Kaufhaus Peters auf der Breite Straße (1910–1914, heute: Karstadt) und der Olivandenhof (1913); ähnlich wurde auch in der Domumgebung ein neues Bauensemble geschaffen mit dem Excelsior Hotel Ernst (1910), dem Hotel Fürstenhof (1911–1912) und dem Deichmannhaus (1913–1914).
Das reformerische Ideal setzte Rehorst auch in den Fluchtlinienplänen der Kölner Vorstädte um: so entwickelte er für Klettenberg die geschwungenen Straßenzüge, die sich deutlich von den ersten Planungen für dieses Viertel unterschieden. In Riehl formulierte er einen vollständig neuen Plan nach dem Konzept der Gartenstadt, der das sternförmige Straßenraster durch ein organisch unregelmäßiges ersetzte. In die Amtszeit Rehorsts fiel auch die Auflösung des inneren Festungsgürtels der Stadt, für dessen Umgestaltung Rehorst die Planungen erarbeitete. Diese wurden dann in der Folge unter Gartendirektor Fritz Encke realisiert.
Carl Rehorst galt als volkstümlicher und charismatischer Städtebauer, der sich nachhaltig für die neuen Ideen der Baukunst einsetzte. Dennoch fanden seine modernen Visionen, wie eine „Großstadt“ auszusehen habe, nicht überall Zustimmung. Einige Kölner Architekten fühlten sich zudem bei der Werkbundausstellung übergangen. Im Januar 1919 starb Rehorst an der Spanischen Grippe.

## Gedenken
Bereits kurz nach dem Ende des Krieges 1945 benannte die Stadt Köln die bisherige Schemannstraße in Köln-Neuehrenfeld nach dem 1919 im Amt verstorbenen Carl Rehorst.